# The Robots
The Robots är ett svenskt punk-/garagerockband från Stockholm, bestående av Frank Lång, Piotr Wawrzeniuk, Odd Ahlgren och Peter Klemensberger. Gruppen bildades 1990 och har bland annat gjort originalversionen av låten "In The Sign of the Octopus" som tolkats av The Hellacopters.

## Medlemmar
Nuvarande medlemmar
- Frank Lång – gitarr
- Piotr Wawrzeniuk – trummor
- Odd Ahlgren – sång
- Peter Klemensberger – basgitarr

Tidigare medlemmar
- Johan Lundell – gitarr
- Lars Rosenberg – badgitarr
- Roger Crossler – sång

## Diskografi
Studioalbum
- Music You Will Listen to Over and Over Again (1994)
- The Robots (1997)
- Day of the Robots (1999)
- We Are Everywhere (2004)

EP
- Songs That Satan Whispered in Our Ears (1995)

Singlar
- "Go! Go! Go!" (1996)
- "Papa (Can You Teach Me How to Fish)?" (1999)
- "The Good Times Are Killing Me" (1999)